# Вараб
Вараб (араб. واراب) — один з 10 колишніх штатів Південного Судану, розташований в регіоні Бахр-ель-Газаль. Він має площу 31 027 км². Столицею штату є місто Куайок. Як і всі інші штати в Південному Судані, Вараб ділиться на округи, кожен з яких очолює комісар, що призначаються Президентом Південного Судану.
Вараб межує на заході з Західним Бахр-ель-Газалем, на північному заході — з Північним Бахр-ель-Газалем, з Ель-Вахдою на сході, на південному сході — з Озерним, на півдні — з Західною Екваторією.
Населення складається в основному з різних племінних груп дінка, між якими часто виникають насильницькі конфлікти через пасовища для худоби.

## Округи
- Західний Гогріаль
- Південний Тондж
- Північний Тондж
- Східний Гогріаль
- Східний Тондж
- Твік

## Інше
Основні міста: Гогріаль, Куайок, Тондж і Тьєт.
У 2010 році у місті Тралей був похований відомий баскетболіст Мануте Бол.
Вараб відокремилася від Судану як частина республіки Південного Судану від 9 липня 2011 року.